# Mesingw
Mesingw (Mising; Mask Spirit), Mesingw je duh maske plemena Lenape, moćan, sveti duh medicine koji održava ravnotežu prirode, pojavljuje se muškarcima Lenapea (i Shawneeja) u snovima i njihovo središte određenih tradicionalnih vjerskih rituala. Neki ljudi (osobito ne-domoroci) nedavno su počeli povezivati Mesingwa s Bigfootom, ali to nije tradicionalno gledište-- mnoga indijanska plemena doista imaju legende o sasquatchu/dlakavom čovjeku, ali Lenape Mask Spirit nije jedan od njih. Mising se obično prikazuje kao nadnaravno lice s jednom polovicom crvenom, a drugom crnom bojom. Mising je zaštitnik svih šumskih životinja, ali je najjače povezan s jelenima. Neki Lenape ljudi opisuju Misinga kao osobu koja je preuzela humanoidni oblik i jahala kroz šumu na leđima jelena, pomažući poštovanim lovcima i kažnjavajući one koji pljačkaju šumu.
Ostali nazivi: Misingw, Msingw, MÄ—singw, Msiingw, Mising, Mesing, Mee Sing, Misink, Mesingwe, Msingwe, Misingwa, Masing, Mesingk, Messingq, Misi'ngwe, Mesingwe, Mizi'nk, Misink, Misignwa.  Mask Spirit, Masked Being, Spirit Face, Living Solid Face, Master of Game. Mesingholikan (ili MÄ—singholikan, Misinkhalikan, Misinghalikun, Misinghali'kun, Mizinkhali'kun, Wsinkhoalican, i drugi) bilo je ime obrednog plesača Lenapea koja je kanalizirala ulogu Mesingwa za ceremonije lova i liječenja.